# 大維亞茲湖
56°37′05″N 29°29′32″E / 56.61806°N 29.49222°E
大維亞茲湖（俄语：Большой Вяз），是俄羅斯的湖泊，位於該國西北部，由普斯科夫州負責管轄，處於新索科利尼基區，面積2.7平方公里，集水區面積43.1平方公里，平均水深4.3米，最大水深8.7米。